# Alchemilla ziganadagensis
Alchemilla ziganadagensis é uma espécie de rosácea do gênero Alchemilla, pertencente à família Rosaceae.